# Hà Hoành Quân
Hà Hoành Quân (tiếng Trung giản thể: 何宏军, bính âm Hán ngữ: Hé Hóngjūn, sinh tháng 8 năm 1961, người Hán) là tướng lĩnh Quân Giải phóng Nhân dân Trung Quốc. Ông là Trung tướng Quân Giải phóng, Ủy viên Ủy ban Trung ương Đảng Cộng sản Trung Quốc khóa XX, hiện là Phó Chủ tịch Bộ Công tác Chính trị Quân ủy Trung ương Trung Quốc, Phó Tổ trưởng Tiểu tổ Công tác an trí cán bộ quân đội chuyển nghiệp Quốc vụ viện.
Hà Hoành Quân là đảng viên Đảng Cộng sản Trung Quốc, ông có sự nghiệp đa phần công tác lĩnh vực chính trị quân đội khu vực miền Tây Trung Quốc trước khi được điều về trung ương.

## Sự nghiệp
Hà Hoành Quân sinh tháng 8 năm 1961 tại huyện Dương nay thuộc địa cấp thị Hán Trung, tỉnh Thiểm Tây, Cộng hòa Nhân dân Trung Hoa. Ông lớn lên và tốt nghiệp sơ trung ở huyện Dương, rồi nhập ngũ Quân Giải phóng Nhân dân Trung Quốc năm 1979, thuộc Lục quân. Ông phục vụ chủ yếu hơn 20 năm ở Quân khu Lan Châu, từ chiến sĩ, chính trị viên của tiểu đoàn, trung đoàn, lữ đoàn. Năm 2005, ông được điều tới Quân khu Tân Cương, nhậm chức Chính ủy một Sư đoàn của quân khu với quân hàm đại hiệu thời gian này. Tháng 12 năm 2012, ông được điều tới tỉnh Thanh Hải, nhậm chức Chủ nhiệm Bộ Chính trị Quân khu tỉnh Thanh Hải, được phong quân hàm Thiếu tướng Lục quân vào tháng 7 năm 2013. Đến năm 2014 thì ông được điều về trung ương, bổ nhiệm làm Phó Bộ trưởng Bộ Cán bộ kiêm Cục trưởng Cục Cán bộ lão thành của Tổng bộ Chính trị Quân ủy Trung ương. Tháng 11 năm 2015, Tổng bộ được cải tổ thành Bộ Công tác Chính trị Quân ủy Trung ương, ông được điều sang cơ quan mới và tiếp tục ở đơn vị cán bộ, cán bộ lão thành.
Năm 2017, Hà Hoành Quân được phân công làm Trợ lý Chủ nhiệm Bộ Công tác Chính trị Quân ủy Trung ương, đồng thời được điều phái sang Quốc vụ viện để đảm nhiệm vị trí Phó Tổ trưởng Tiểu tổ Công tác an trí cán bộ quân đội chuyển nghiệp của Quốc vụ viện. Đầu năm 2018, ông được đề cử là một trong những quân nhân đại diện Quân Giải phóng, ứng cử và trúng cử đại biểu Đại hội Đại biểu Nhân dân toàn quốc khóa XIII từ ngày 24 tháng 2. Tháng 4 năm 2019, ông được bổ nhiệm làm Phó Chủ nhiệm Bộ Công tác Chính trị Quân ủy Trung ương, được thăng quân hàm Trung tướng vào tháng 12 cùng năm. Giai đoạn đầu năm 2022, ông được bầu làm đại biểu tham gia Đại hội Đảng Cộng sản Trung Quốc lần thứ XX từ đoàn Quân Giải phóng và Vũ cảnh. Trong quá trình bầu cử tại đại hội, ông được bầu làm Ủy viên Ủy ban Trung ương Đảng Cộng sản Trung Quốc khóa XX.

## Lịch sử thụ phong quân hàm
| Quân hàm |             |             |  |  |  |  |  |  |  |  |  |
| Cấp bậc  | Thiếu tướng | Trung tướng |  |  |  |  |  |  |  |  |  |
|          |             |             |  |  |  |  |  |  |  |  |  |